# Zapora Inga I

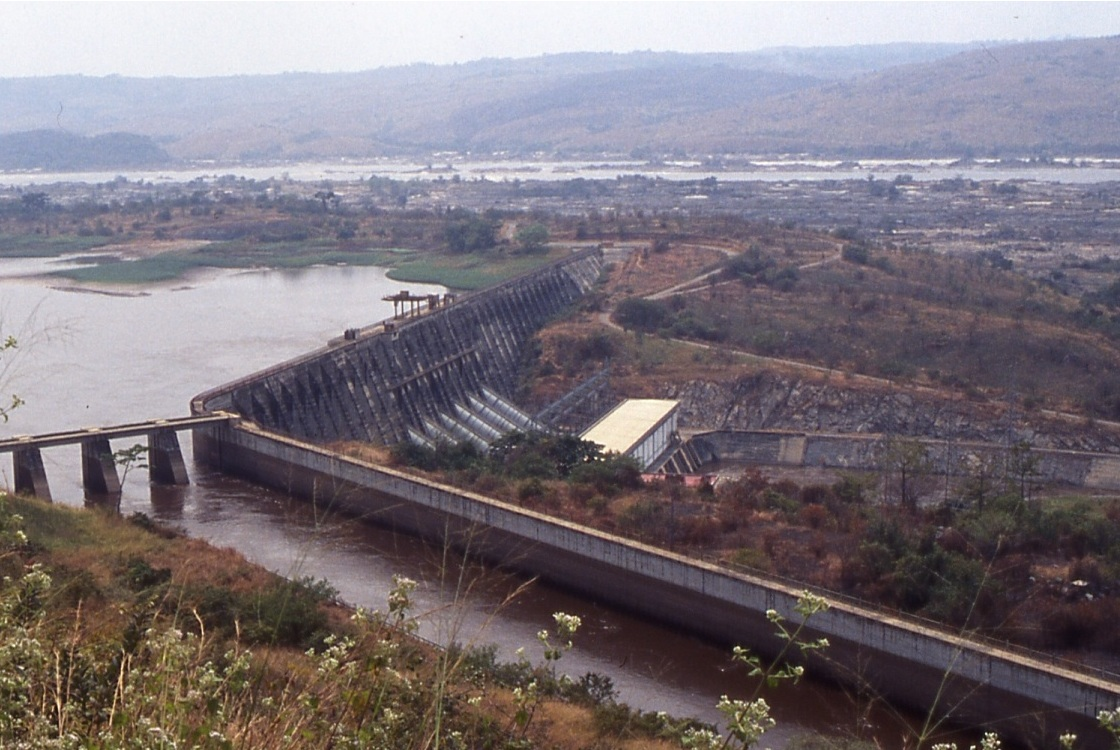
Zapora Inga I wraz z kanałem do zapory Inga II

Zapora Inga I – zapora na rzece Kongo, w Demokratycznej Republice Konga, w prowincji Kongo Środkowe. Wraz z zaporą Inga II tworzy zespół, który planuje się poszerzyć o kolejną zaporę Inga III. 
Zapora została wzniesiona w suchym, starym korycie Nkokolo, w miejscu, w którym brzegi wznoszą się na 150 metrów wysokości. Na zaporze jest osiągnięty spadek 45 m.
Prace konstrukcyjne przy zaporze i elektrowni rozpoczęto w 1965, a do użytku została oddana już w 1971. Elektrownia posiada 6 turbin, każda o mocy 60 MW, dając łącznie 360 MW.
Z powodu zaniedbań w utrzymaniu i nieodpowiedniego zarządzania za czasów reżimu Mobutu, zapora Inga I wraz z sąsiednią Inga II mają obecnie jedynie 20% nominalnej zdolności produkcyjnej. Jednym z głównych problemów elektrowni są hiacynty, które zarastają jeziora oraz powodują degradację turbin. W wyniku tego zespół elektrowni nie jest w stanie zaspokoić zapotrzebowania energetycznego Kinszasy, pomimo że początkowe projekty zakładały produkcję energii dla całego regionu Afryki Południowej. W tym celu wybudowano linię wysokiego napięcia prądu stałego Inga-Shaba.